# 13-Hydroperoxy-9,11-octadecadiensäure
13-Hydroperoxy-9Z,11E-octadecadiensäure ist eine konjugierte Fettsäure mit einer Hydroperoxid-Funktion und kommt natürlich als biosynthetisches Intermediat vor, das durch Oxidation von Linolsäure entsteht und weiter zu Oxylipinen umgesetzt wird. Ein ebenfalls vorkommendes Isomer ist die 9-Hydroperoxy-10,12-octadecadiensäure. Auch Linolensäure bildet analoge Hydroperoxide.

## Vorkommen und Biosynthese

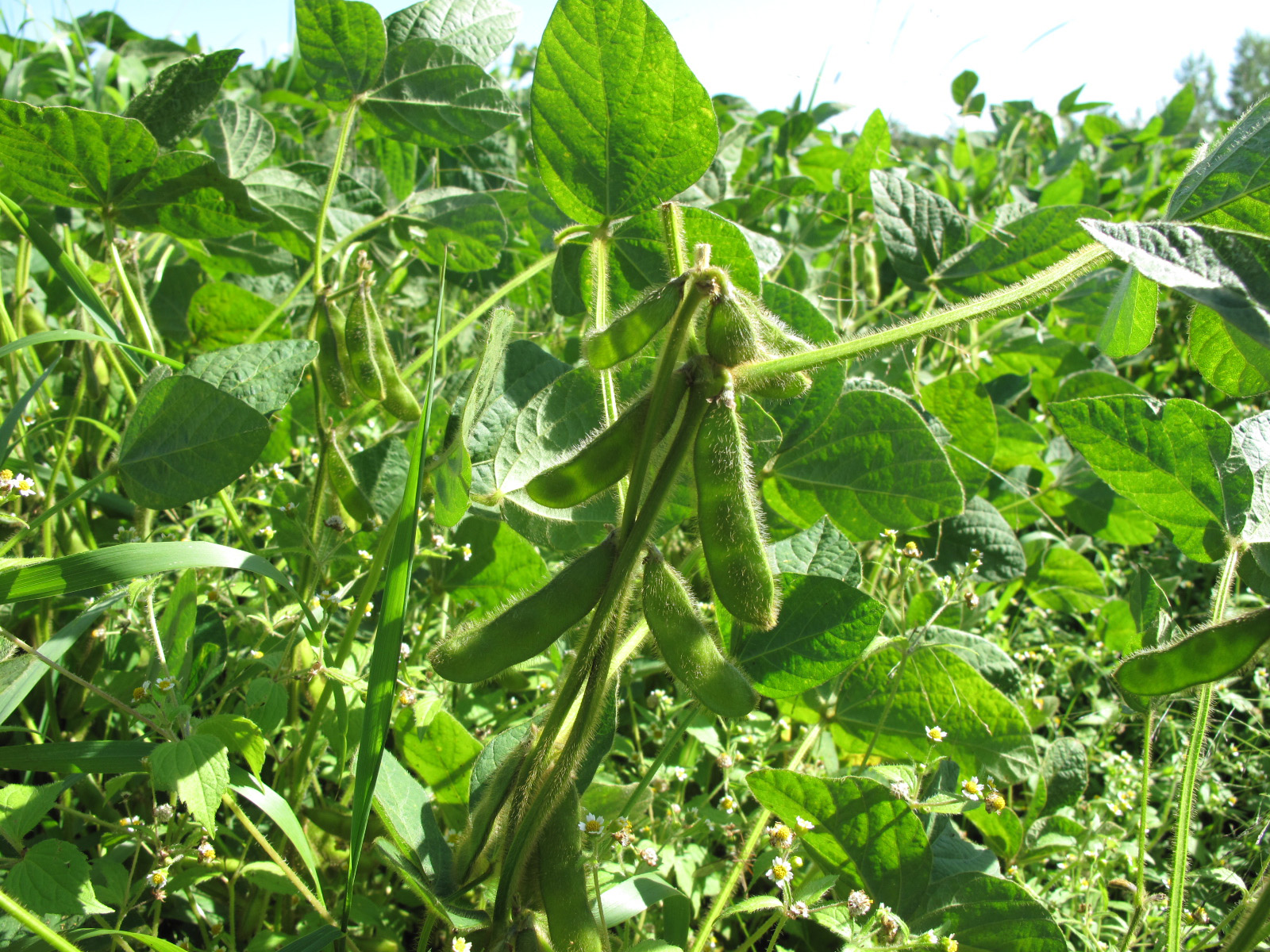
Sojapflanze

13-Hydroperoxy-9,11-octadecadiensäure ist ein Intermediat bei verschiedenen biosynthetischen Prozessen in Pflanzen, insbesondere der Bildung von Oxylipinen. Die Verbindung wird durch eine Lipoxygenase aus Linolsäure gebildet. Ob bei der Oxidation von Linolsäure vorwiegend das 13-Peroxid oder das 9-Peroxid entsteht, hängt von den in den jeweiligen Pflanzen vorkommenden Enzymen ab. Sojapflanzen bilden bevorzugt das 13-Isomer und zwar enantiomerenrein in (S)-Konfiguration. In Kartoffeln wird bevorzugt das 9-Isomer gebildet und nur untergeordnet das 13-Isomer und dieses auch nicht enantiomerenrein, sondern zu etwa 61 % (S)-Konfiguration und 39 % (R)-Konfiguration. Die Lipoxygenase aus Tomaten bildet fast ausschließlich 9-Hydroperoxid und nur etwa 1 % racemisches 13-Hydroperoxid. Der Bindungsmodus der Linolsäure sowie des 13-Hydroperoxids an die Sojabohnen-Lipoxygenase wurde untersucht.
Bei Grünen Pfirsichblattläusen auf Ackerbohnen wurde nachgewiesen, dass diese Oxylipine von den Pflanzen aufnehmen, darunter auch 13-Hydroperoxy-9,11-octadecadiensäure.

## Biologische Bedeutung

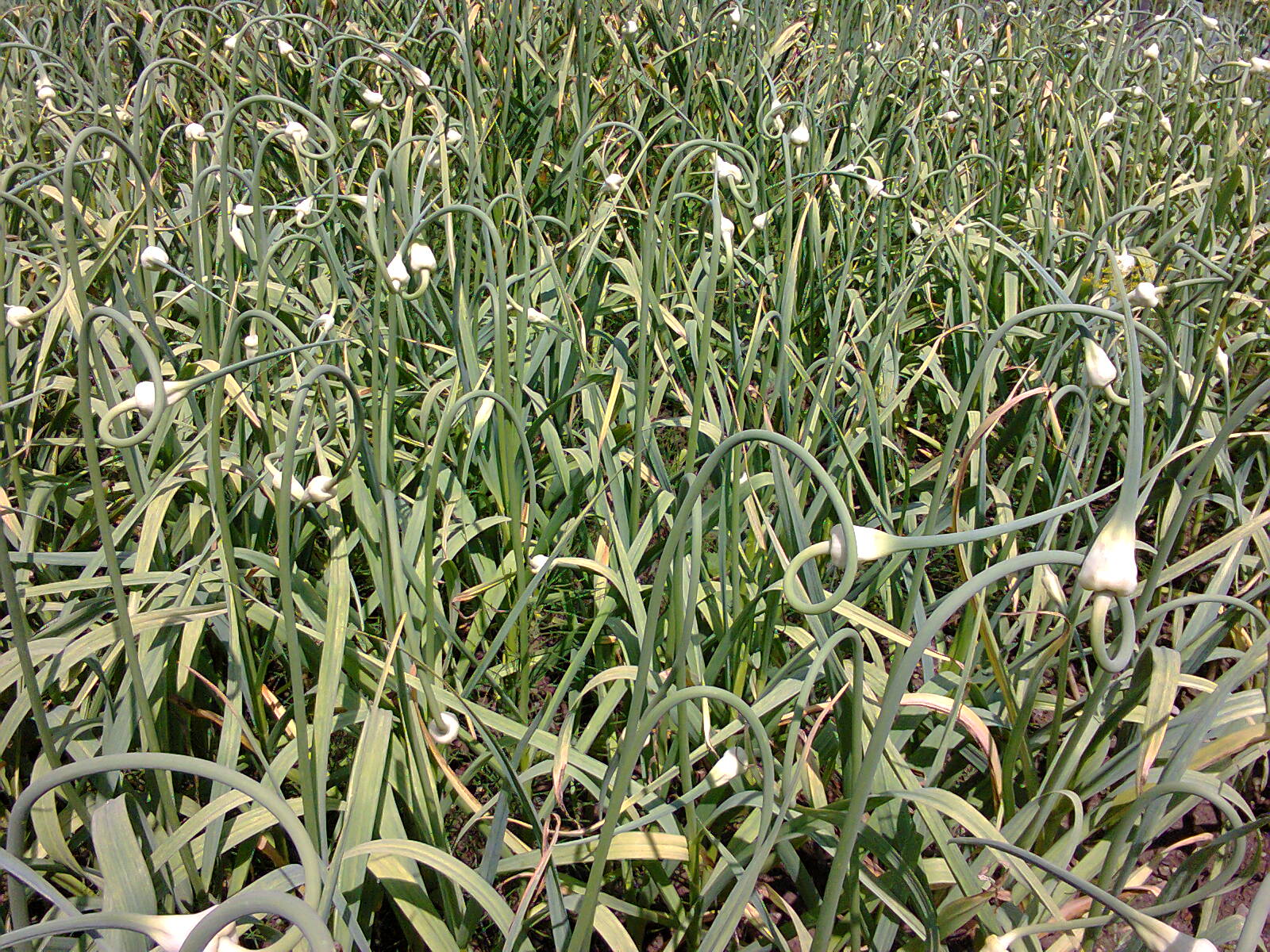
Knoblauchpflanzen

Oxylipine, die aus 13-Hydroperoxy-9,11-octadecadiensäure gebildet werden, sind unter anderem Hydroxy-Verbindungen, Epoxyhydroxy-Verbindungen, Aldehyde, Ketone und Divinylether. Zwei Verbindung, die eine wichtige Rolle bei der Reaktion von Pflanzen auf Verletzungen spielen und durch eine Hydroperoxid-Lyase aus 13-Hydroperoxy-9,11,15-octadecatriensäure oder 13-Hydroperoxy-9,11-octadecadiensäure gebildet werden, sind das Traumatin und sein Folgeprodukt Traumatinsäure. Daneben entsteht außerdem Hexanal. In Zuckermelonen (Cucumis melo) kommt eine Hydroperoxid-Lyase vor, die bevorzugt 9-Hydroperoxy-10,12,15-octadecatriensäure umsetzt, aber auch - langsamer mit den anderen Hydroperoxiden der Linolsäure und Linolensäure reagiert, inklusive 13-Hydroperoxy-9,11-octadecadiensäure. In Knoblauch wird aus 13-Hydroperoxy-9,11-octadecadiensäure durch eine Divinylethersynthase die Etherolsäure gebildet. Auch 4-Hydroxy-2-nonenal wird in Pflanzen aus (S)-13-Hydroperoxy-9,11-octadecadiensäure gebildet, wobei die Stereokonfiguration überwiegend beibehalten wird.

## Synthese
Die Synthese aus Linolsäure mittels eines geeigneten Enzyms (z. B. aus Mais) ist auch im Labor möglich. Die Regioselektivität hängt dabei stark vom pH ab. Bei pH 6,6 wird vor allem das 9-Isomer gebildet, bei pH 9 vor allem das 13-Isomer. Auch durch Umsetzung von Linolsäure mit einer Lipoxygenase aus Sojabohnen kann die Verbindung gewonnen werden, zum Beispiel bei 5 °C, pH 11 und hohem Sauerstoffdruck (2,5 bar).

## Nachweis
Zum Nachweis werden Hydroperoxide wie 13-Hydroperoxy-9-11-octadecadiensäure vorzugsweise in stabilere Verbindungen überführt. Diese Verbindung kann konkret in Methyl-13-hydroxystearat und dann deren Trimethylsilylether überführt werden und dieser durch GC-MS nachgewiesen werden. Eine spektrophotometrische Methode ist ebenfalls bekannt, wobei durch das Hydroperoxid ein Derivat von Methylenblau in Gegenwart von Hämoglobin zu Methylenblau umwandelt, dessen Farbe bei einer Wellenlänge von 660 nm zur quantitativen Bestimmung herangezogen werden kann.